# Święta Lipka
Święta Lipka ([ˈɕfjɛnta ˈlipka]; tiếng Đức: Heiligelinde) là một ngôi làng thuộc khu hành chính của Gmina Reszel, thuộc hạt Kętrzyn, Warmian-Masurian Voivodeship, ở miền bắc Ba Lan. Nó nằm khoảng 6 kilômét (4 mi) về phía đông nam của Reszel, 13 km (8 mi) về phía tây nam của Kętrzyn và 55 km (34 mi) về phía đông bắc của thủ đô khu vực Olsztyn. Ngôi làng có dân số khoảng 200 người và từng là một phần của Đông Phổ cho đến khi kết thúc Thế chiến II.
Ngôi làng được biết đến với nhà thờ hành hương, Đức Mẹ Święta Lipka, một kiệt tác của kiến trúc Baroque.

## Thánh địa của St. Mary

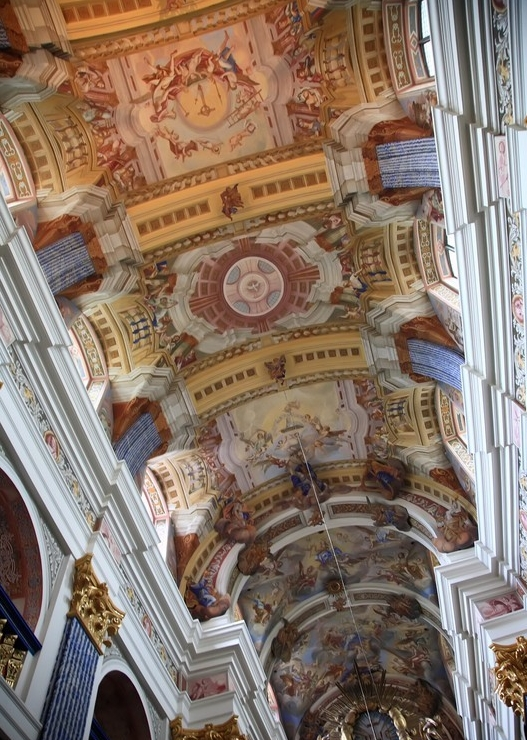
Gian giữa của nhà thờ

Theo truyền thuyết, cái tên Heiligelinde (cây Holy Linden) Święta Lipka - Holy Tilia (cây chanh) - được gọi là một cây với tượng Mary bằng gỗ, theo đó phép lạ đã diễn ra, mặc dù nó có thể xuất phát từ một khu rừng linh thiêng của người Phổ cũ.
Một nhà nguyện tại địa điểm này được đề cập lần đầu tiên trong một chứng thư năm 1491 do Johann von Tiefen, sau đó là Đại sư của Hiệp sĩ Teutonic. Lúc này Heiligelinde đã là một địa điểm hành hương, với một quán trọ. Nó đã bị phá hủy khoảng năm 1525 trong thời Cải cách Kháng nghị, trong đó khu vực này thuộc Giáo hội Luther.
Mặc dù ngôi làng nằm trong khu vực kháng cách của Masuria, đức tin Công giáo La Mã một lần nữa được chấp thuận ở Đông Phổ vào năm 1605. Nhà nguyện được xây dựng bởi Dòng Tên và được thánh hiến của Hoàng tử Szymon Rudnicki xây dựng vào năm 1619 và trở thành một địa điểm hành hương nổi tiếng trong cộng đồng Công giáo La Mã của các quận xung quanh cũng như các Masurian thuộc Giáo hội Luther. Gian giữa của nhà thờ hiện tại được hoàn thành vào năm 1693, mặt tiền và nhà thờ liền kề được hoàn thành vào năm 1730.